# Football Club Tambov
Football Club Tambov (em russo:  ФК Тамбов) era um clube de futebol da cidade de Tambov, na Rússia. Disputava a Premier League Russa.